# Теодора Токо
Теодора Токо (рођена Креуса Токо) (умрла новембра 1429. године) била је прва жена цара Константина XI Палеолога док је он био деспот Мореје. Њен муж ће постати последњи цар Источног римског царства.

## Породица
Теодора (Креуза) Токо је била ћерка Леонарда II Тока, господара Зантеа. Њен отац је био млађи брат Карла I Тока, грофа Кефалоније и Леуке. Деспот Карло I ће бити владар Епирске деспотовине од 1411. до 1429. године.
Изгледа да је Леонардо II рано умро. Године 1424. деспот Карло I је усвојио Креузу и њеног брата Карла II Тока.

## Брак
Деспот Карло I је поражен у бици код Ехинаде од цара Јована VIII Палеолога 1427. године. Морао је да се повуче из делова Елиде под његовом контролом и одрекне се својих наследних претензија на Коринт и Мегару. Споразум је запечаћен удајом Креузе за деспота Константина Палеолога, млађег брата цара Јована VIII.
Брак је склопљен у јулу 1428. године. Преобраћена је у источну православну цркву и узела име „Теодора“. Током њиховог заједничког живота, деспот Константин је држао различите територије Пелопонеза под својом контролом, иако је још увек био подређен и цару Јовану VIII и деспоту Теодору II Палеологу, господару Мореје.

## Смрт
Деспина Теодора је умрла у новембру 1429. године, у Стамерону, (било Естамира или замак Сантамери) док је рађала мртворођену ћерку. Сахрањена је у Мистри.